# Dąbrówka (gmina Sieradz)
Dąbrówka (do 2008 Dąbrówka Sieradzka) – wieś w Polsce położona w województwie łódzkim, w powiecie sieradzkim, w gminie Sieradz. Leży nad Żegliną, w odległości 4 km od Sieradza. Do 2007 roku nosiła nazwę Dąbrówka Sieradzka.
W latach 1975–1998 miejscowość położona była w województwie sieradzkim.

## Części wsi
| SIMC    | Nazwa | Rodzaj    |
| ------- | ----- | --------- |
| 0713496 | Mokre | część wsi |

## Historia
Pierwsza wzmianka o niej pochodzi z 1407 r. W drugiej połowie XVIII w. wieś była własnością Sucheckich herbu Poraj, od nich w 1816 r. Dąbrówkę kupiła Teresa z Podczaskich Morawska i przekazała synowi Teodorowi Morawskiemu (1797–1879), działaczowi politycznemu, publicyście i historykowi. Morawski, gdy osiadł w Dąbrówce, związał się z opozycją kaliską braci Bonawentury i Wincentego Niemojowskich. Po wybuchu powstania listopadowego stał na czele misji dyplomatycznej, która pertraktowała z rządem francuskim i izbą deputowanych w sprawie pomocy dla powstania. Wkrótce wrócił do Warszawy, został posłem, a następnie członkiem komisji do spraw dyplomatycznych. Dnia 20 sierpnia 1831 r. został powołany na ministra spraw zagranicznych w rządzie gen. J. Krukowieckiego. Po upadku powstania musiał uciekać z kraju. Dąbrówkę skonfiskowali Rosjanie. Morawski umarł w Paryżu. Wieś na publicznej licytacji kupuje siostra Teodora – Konstancja z Morawskich-Parczewska, która w 1838 r. dobra te odsprzedaje Feliksowi Podczaskiemu. W 1857 r. Dąbrówkę nabywa Leopold Strzeszewski i w rękach jego rodziny majątek ten pozostaje do II wojny światowej, z tym że sukcesorzy Leopolda przeprowadzili działy majątkowe, a ostatnim właścicielem dworu był Tadeusz Strzeszewski.

## Zabytki
W Dąbrówce do około 1975 r. stał murowany dwór zbudowany w końcu XVIII w. W odróżnieniu od innych dworów miał dwa ganki wsparte na kolumnach. Po przydworskim parku zostały jedynie nieliczne drzewa, a wśród nich pomnikowe dęby.
W zachodniej części wsi (na posesji Walentego Fornalczyka) stoi kapliczka murowana z początku XIX w. z rzeźbą św. Wawrzyńca – według tradycji na mogile żołnierzy napoleońskich, zabitych tu przez kozaków.